# Pelomys campanae
Pelomys campanae — вид гризунів родини Muridae, поширений в Анголі та Демократичній Республіці Конго. Його природні середовища існування — це вологі савани, субтропічні або тропічні сухі низинні луки, орні землі та сільські сади.

## Морфологічна характеристика
Дрібний гризун із довжиною голови й тіла від 118 до 170 мм, довжиною хвоста від 125 до 158 мм, довжиною лап від 27 до 35 мм і довжиною вух від 18 до 19 мм. Хутро грубе. Верхня частина жовтувато-коричнева з червонуватими відблисками на крупі, часто нечітка чорнувата спинна смуга тягнеться від центральної частини спини до основи хвоста, тоді як черевні частини білуваті або жовтувато-білі, іноді з червонуватими плямами на шиї і на животі. Ніс, очні кільця та вуха червонувато-коричневі. Хвіст такий же завдовжки, як голова і тіло, зверху чорний, знизу жовтуватий і всіяний кількома коричневими волосками. Число хромосом 2n=48.

## Поведінка
Це наземний вид, ймовірно, напівводний. Молодих особин спостерігали у квітні, червні та липні.